# حصن البرك (القفر)

تعديل مصدري - تعديل

حصن البرك محلة تابعة لقرية ذي الحود، التابعة لعزلة بني مسلم بمديرية القفر إحدى مديريات محافظة إب في الجمهورية اليمنية، بلغ تعداد سكانها 66 حسب تعداد اليمن لعام 2004.